# Puchar Polski (województwo łódzkie) w piłce nożnej mężczyzn (2024/2025)
W sezonie 2024/2025 Puchar Polski na szczeblu regionalnym w województwie łódzkim składał się z 3 rund, w których wzięło udział 8 zespołów: 2 z OPP Łódź, 2 z OPP Piotrków Trybunalski, 2 z OPP Sieradz i 2 z OPP Skierniewice. Rozgrywki miały na celu wyłonienie zdobywcy Regionalnego Pucharu Polski w województwie łódzkim i uczestnictwo na szczeblu centralnym Pucharu Polski w sezonie 2025/2026.
Trofeum broniła Unia Skierniewice, która przegrała w finale z nowym zwycięzcą – Lechią Tomaszów Mazowiecki.

## Uczestnicy
| III liga | IV liga                                                                                                | klasa okręgowa                                                      |
| --- | --- | ------------------------------------------------------------------- |
| - Lechia Tomaszów Mazowiecki – OPP Piotrków Trybunalski - Warta Sieradz – OPP Sieradz - Unia Skierniewice – OPP Skierniewice | - Widzew II Łódź – OPP Łódź - RKS Radomsko – OPP Piotrków Trybunalski - Zryw Wygoda – OPP Skierniewice | - Włókniarz Pabianice – OPP Łódź - Pogoń Zduńska Wola – OPP Sieradz |

## 1/4 finału
Mecze ćwierćfinałowe odbyły się 9 kwietnia 2025 roku.
| 9 kwietnia 2025 | Pogoń Zduńska Wola            | 2:0   | Zryw Wygoda |  |
| 16:00           | 21' Jardel · 35' Adrian Budka | (2:0) |             |  |

| 9 kwietnia 2025 | Włókniarz Pabianice | 0:2   | Lechia Tomaszów Mazowiecki                  |  |
| 16:30           |                     | (0:2) | 35' (sam.) Rafał Kujawski · 40' Igor Czapla |  |

| 9 kwietnia 2025 | Widzew II Łódź                                                         | 3:1 (pd.)  | RKS Radomsko      |  |
| 17:30           | 16' Maciej Kazimierowicz · 101' Artur Amroziński · 119' Daniel Tanżyna | (1:1, 1:1) | 37' Juliusz Molis |  |

| 9 kwietnia 2025 | Unia Skierniewice                                                       | 5:0   | Warta Sieradz |  |
| 19:45           | 7', 54', 86' Wadym Jaworśkyj · 15' Mateusz Cegiełka · 27' Kamil Sabiłło | (3:0) |               |  |

## 1/2 finału
Mecze półfinałowe odbyły się 7 maja 2025 roku.
| 7 maja 2025 | Pogoń Zduńska Wola | 0:5   | Lechia Tomaszów Mazowiecki                                                                 |  |
| 17:00       |                    | (0:1) | 29', 50' Mariusz Rybicki · 57' Bartosz Zbroiński · 64' Mateusz Kempski · 71' Adrian Ziarek |  |

| 7 maja 2025 | Widzew II Łódź           | 1:6   | Unia Skierniewice                                                                                   |  |
| 17:30       | 53' Maciej Kazimierowicz | (0:2) | 8', 47' Damian Wojdakowski · 22' Bartosz Falbierski · 63', 72' Damian Makuch · 79' Konrad Kowalczyk |  |

## Finał
Mecz finałowy został rozegrany 11 czerwca 2025 roku. W nim Lechia Tomaszów Mazowiecki pokonała Unię Skierniewice zdobywając Regionalny Puchar Polski w województwie łódzkim oraz uzyskując prawo do gry na szczeblu centralnym Pucharu Polski w sezonie 2025/2026.
| 11 czerwca 2025 | Lechia Tomaszów Mazowiecki                                     | 3:2   | Unia Skierniewice                                   |  |
| 20:30           | 34' Jakub Król · 71' Mateusz Kempski · 87' Bartosz Zieliński · | (1:1) | 10' Damian Makuch · 47' (sam.) Michał Mikołajczyk · |  |